# فرخنده پشت‌زرشکی
فرخنده پشت‌زرشکی (نام علمی: Ramphocelus dimidiatus) گونه‌ای از پرندگان تیرهٔ فرخندگان (Thraupidae) است. در کلمبیا، پاناما و ونزوئلا یافت می‌شود و به پلینزی فرانسه معرفی شده است. زیستگاه‌های طبیعی آن جنگل‌های جلگه‌ای نمناک نیمه‌گرمسیری یا گرمسیری و جنگل‌های پیشین به شدت تخریب شده است. یک نام مستعار در پاناما sangre de toro ("خون گاو نر") است.

ماده R. d. isthmicus، شهر پاناما